# Фрейтас, Тарсизио де
Тарсизио де Фрейтас (порт. Tarcísio de Freitas; род. 19 августа 1975, Рио-де-Жанейро) — бразильский государственный и политический деятель. Занимает должность губернатора штата Сан-Паулу с 1 января 2023 года. Член «Бразильской республиканской партии». Занимал должность министра инфраструктуры при президенте Жаире Болсонару с 1 января 2019 года по 31 марта 2022 года.
Ушёл в отставку, чтобы баллотироваться на должность губернатора штата Сан-Паулу на выборах 2022 года. Во втором туре в октябре 2022 года победил кандидата от «Партии трудящихся» Фернанду Аддада, став первым за 28 лет избранным губернатором Сан-Паулу, который не был членом «Бразильской социал-демократической партии».

## Биография
Родился в Рио-де-Жанейро.
Государственный служащий, работал в законодательном консультативном органе Палаты депутатов. Является выпускником Военной академии Агульяс-Неграса, а также Военного инженерного института, где получил наивысший средний балл в учреждении.
Служил инженером в сухопутных войсках Бразилии, начальником технического отдела инженерной роты Бразилии в Миссии Организации Объединённых Наций по стабилизации на Гаити (МООНСГ) и координатором аудита в транспортном отделе Генерального контролера Бразилии.
В 2011 году был назначен исполнительным директором Национального департамента транспортной инфраструктуры генералом Хорхе Фраксе, который руководил офисом во время «этической чистки» по приказу президента Дилмы Русеф после кризиса, вызванного обвинениями в коррупции. Стал генеральным директором Национального департамента транспортной инфраструктуры в 2014 году.
В 2015 году исполнял обязанности секретаря Координации проектов Специального секретариата Программы инвестиционного партнерства, отвечая за программу приватизации и концессий.
До выдвижения своей кандидатуры на должность губернатора штата Сан-Паулу на выборах 2022 года предполагалось, что будет баллотироваться в Федеральный сенат, чтобы представлять Бразилиа. После победы на губернаторских выборах 2022 года комментаторы предположили, что он может баллотироваться в президенты на всеобщих выборах в Бразилии в 2026 году.

## Личная жизнь
По вероисповеданию — католик.